# Flavi Dalmaci
Flavi Dalmaci (llatí: Flauius Dalmatius) era un membre de la dinastia Constantina, que exercí el càrrec de censor i cònsol i va morir durant la revolta de l'any 337.

## Relacions familiars
Era fill de l'emperador Constanci Clor i de la seva segona dona Flàvia Maximiana Teodora, per tant germanastre de Constantí el Gran. Els altres germans que tenia eren: Juli Constantí, Constància, Eutròpia i Anastàsia.
Fou el pare de Dalmaci i d'Hannibalià, tots dos designats hereus de l'emperador Constantí, juntament amb els tres fills d'aquest:Constantí II, Constant i Constanci II. També era oncle de Gal i de Julià l'Apòstata.

## Carrera política i militar
Va viure a Tolosa (Gàl·lia), on probablement van néixer els seus dos fills: Dalmaci i Anniblià. En la dècada del 320, el seu germanastre Constantí I el Gran el va reclamar a la cort de Constantinoble i li va donar el títol de censor, un càrrec que no es feia servir des del 251, i que en endavant tornà a ser utilitzat. Dins les seves funcions se li va encarregar investigar, les acusacions fetes pels arians contra Anastasi al que acusaven d'haver matat a Arseni, bisbe d'Hipselis.
També fou nomenat cònsol i va ser destinat a Antioquia de l'Orontes, ja que era responsable de la seguretat de la frontera oriental. El 334, va marxar a Xipre per sufocar la revolta de Calocaerus, qui s'havia autoproclamat emperador.Després el va fer portar a Tars per jutjar-lo. L'any següent va enviar soldats per la seguretat del primer sínode a Tir en què es decidia si salvar la vida d'Atanasi.

## Mort
La data de la seva mort és desconeguda, però ja era mort el 337. Es creu que fou executat juntament amb els seus fills durant la purga que va instigar Constanci II contra els seus familiars.